# Vents d'ouest (météorologie)
Pour l’article homonyme, voir Vents d'Ouest.

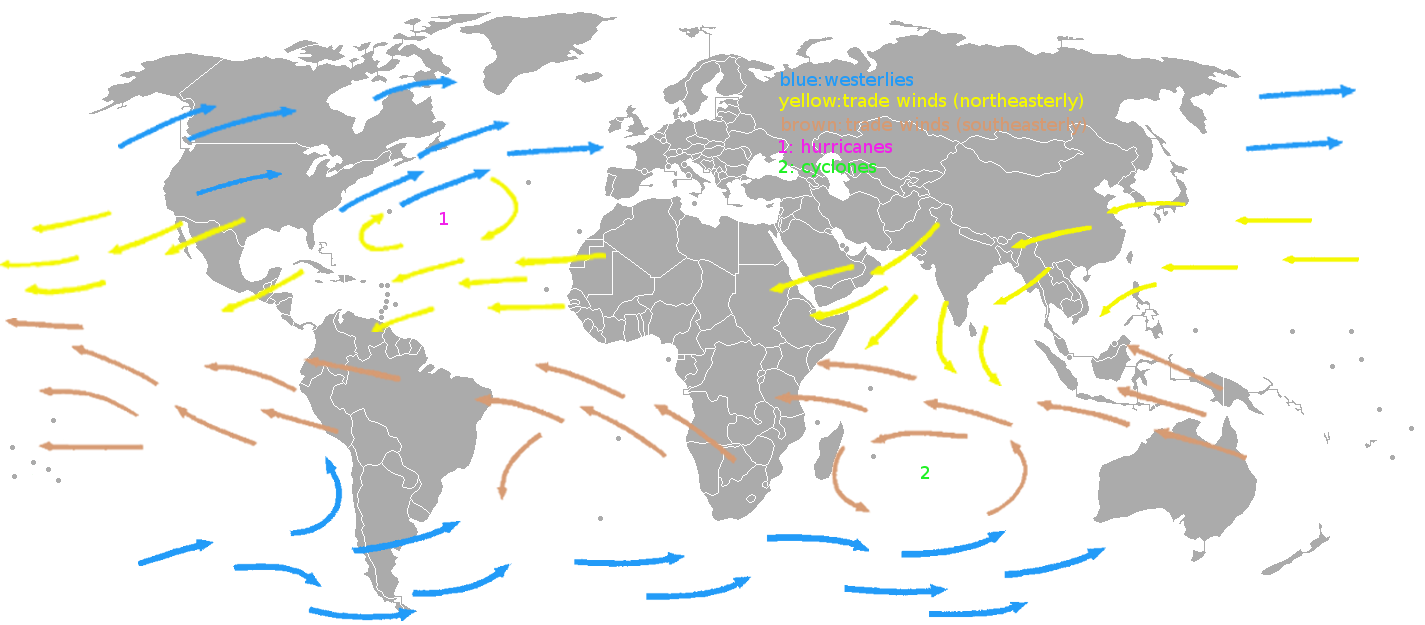
Carte mondiale des vents dominants à la surface terrestre. au nord du tropique du Cancer et au sud du tropique du Capricorne. Vents d'est (les alizés) sous les tropiques : dans l'hémisphère nord, dans l'hémisphère sud.

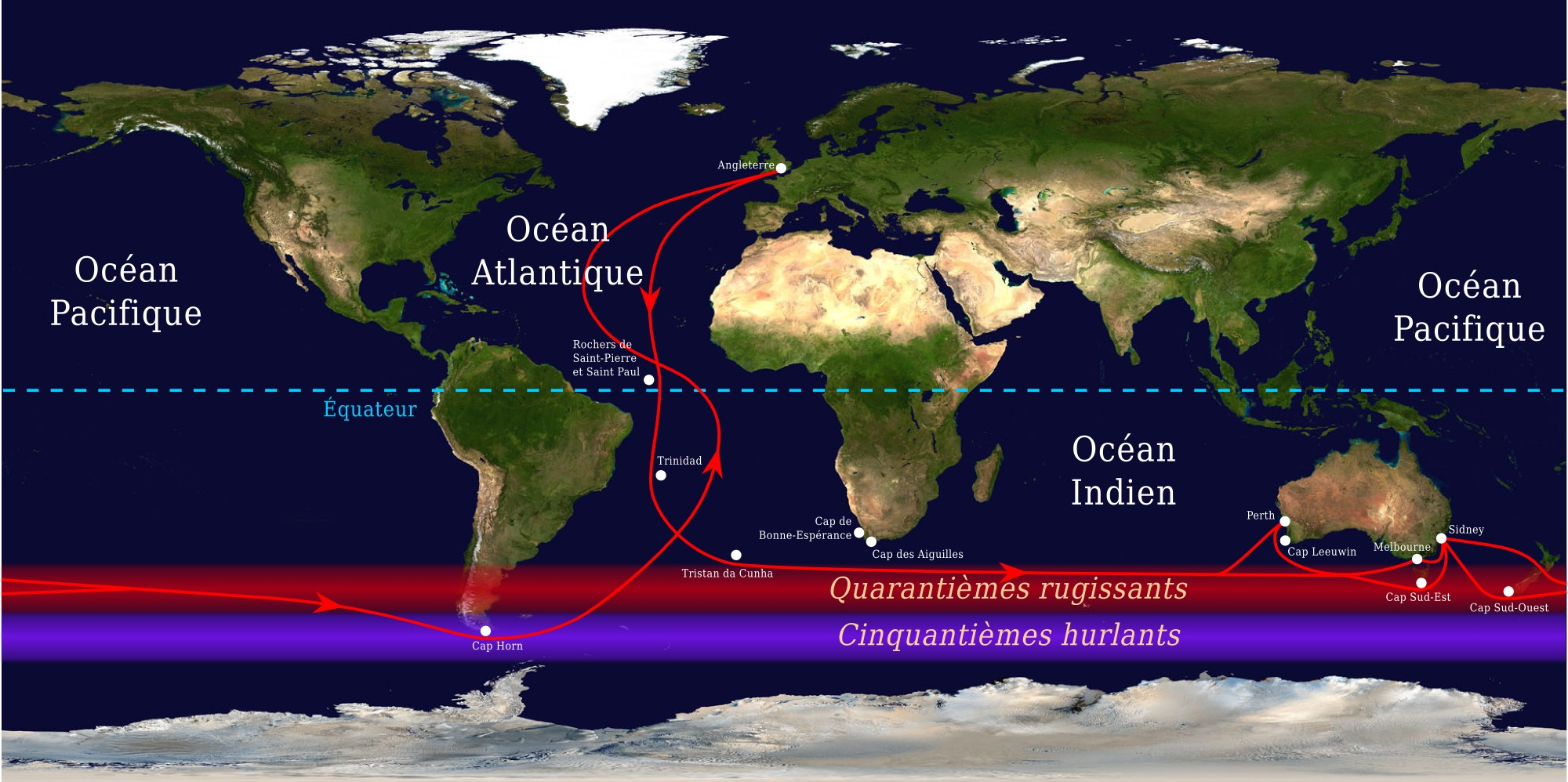
Au temps de la marine commerciale à voile, la reliant l'Europe aux Indes et à l'Australie était une circumnavigation par le cap de Bonne Espérance, le cap Leeuwin et le cap Horn, dans le sens des vents dominants appelés traditionnellement les quarantièmes rugissants et les cinquantièmes hurlants.

Carte météorologique animée de l'Atlantique Nord. L'anticyclone des Açores (A) et la dépression d'Islande régissent les climats de l'Europe. En été, l'anticyclone étire une crête barométrique jusqu'à la Cornouaille, donnant des vents d'ouest. Durant la saison froide, il se recentre au sud-ouest des Açores et ne repousse plus le rail des perturbations (D) où se forment les tempêtes.

Les vents d'ouest, contre-alizés, ou vents d'ouest dominants, (westerlies en anglais) correspondent au régime dominant des vents, qui soufflent principalement d'ouest en est, aux latitudes moyennes, soit entre 35 et 65 degrés de latitude. Ils naissent des zones de haute pression dans les latitudes des chevaux et évoluent vers les pôles pour pousser les cyclones extra-tropicaux de manière générale. Les cyclones tropicaux qui franchissent l'axe de la crête subtropicale dans les vents d'ouest dominants infléchissent leur trajectoire à cause du flux d'ouest accru. Les vents soufflent essentiellement du sud-ouest dans l'hémisphère nord et du nord-ouest dans l'hémisphère sud.
Les vents d'ouest sont plus forts dans l'hémisphère nord et lorsque la pression est plus basse au-dessus des pôles, tandis qu'ils sont plus faibles dans l'hémisphère sud et quand les pressions sont plus élevées au-dessus des pôles. Les vents d'ouest sont particulièrement forts, en particulier dans l'hémisphère sud, là où il y a moins de terres dans les latitudes méridionales moyennes, ce qui provoque l'amplification du flux, ou deviennent davantage orientés nord-sud, ce qui ralentit les contre-alizés. Les plus puissants vents d'ouest des latitudes moyennes peuvent survenir dans les quarantièmes rugissants, entre 40 et 50 degrés de latitude. Les vents d'ouest jouent un rôle important dans la circulation des eaux équatoriales chaudes et des vents vers les côtes occidentales des continents, en particulier dans l'hémisphère sud, en raison de sa vaste étendue océanique.

## Dynamique
Si la Terre n'était pas une planète en rotation, le réchauffement solaire ferait souffler les vents des latitudes moyennes dans la direction des pôles, au-delà de la crête subtropicale. Cependant, l'accélération de Coriolis causée par la rotation de la Terre fait dévier les vents à droite de leur trajectoire attendue dans l'hémisphère nord, et vers la gauche dans l'hémisphère sud. C'est pourquoi les vents de l'hémisphère nord tendent à souffler du sud-ouest, mais qu'ils tendent à souffler du nord-ouest dans l'hémisphère sud. Quand les pressions sont plus faibles au-dessus des pôles, la force des vents d'ouest augmente, ce qui a pour effet de réchauffer les latitudes moyennes. Cela se produit quand l'oscillation arctique est positive, et qu'au cours de l'hiver la basse pression près des pôles est plus forte qu'elle ne le serait en été. Quand elle est négative et que les pressions sont plus élevées au-dessus des pôles, le flux est plus méridional, soufflant depuis le pôle vers l'équateur, ce qui emmène de l'air froid aux latitudes moyennes.
Tout au long de l'année, les vents d'ouest varient en puissance avec le cyclone polaire. Quand le cyclone atteint son maximum d'intensité en hiver, les vents d'ouest augmentent en puissance. Quand il atteint sa plus faible intensité en été, les vents d'ouest faiblissent. Un exemple de l'impact des vents d'ouest se produit quand des panaches de poussière, originaires du désert de Gobi, se mélangent avec des polluants et se propagent sur de longues distances dans le sens du vent, soit vers l'Est, jusqu'en Amérique du Nord. Les vents d'ouest peuvent être particulièrement forts, en particulier dans l'hémisphère sud, là où il y a moins de terres aux latitudes moyennes qui pourraient ralentir le flux des vents d'ouest en est. Dans l'hémisphère sud, à cause des conditions tempétueuses et nuageuses, il est courant de se référer aux vents d'ouest comme les quarantièmes rugissants, les cinquantièmes hurlants et les soixantièmes mugissants en fonction de leur degré de latitude.

## Impact sur les courants océaniques

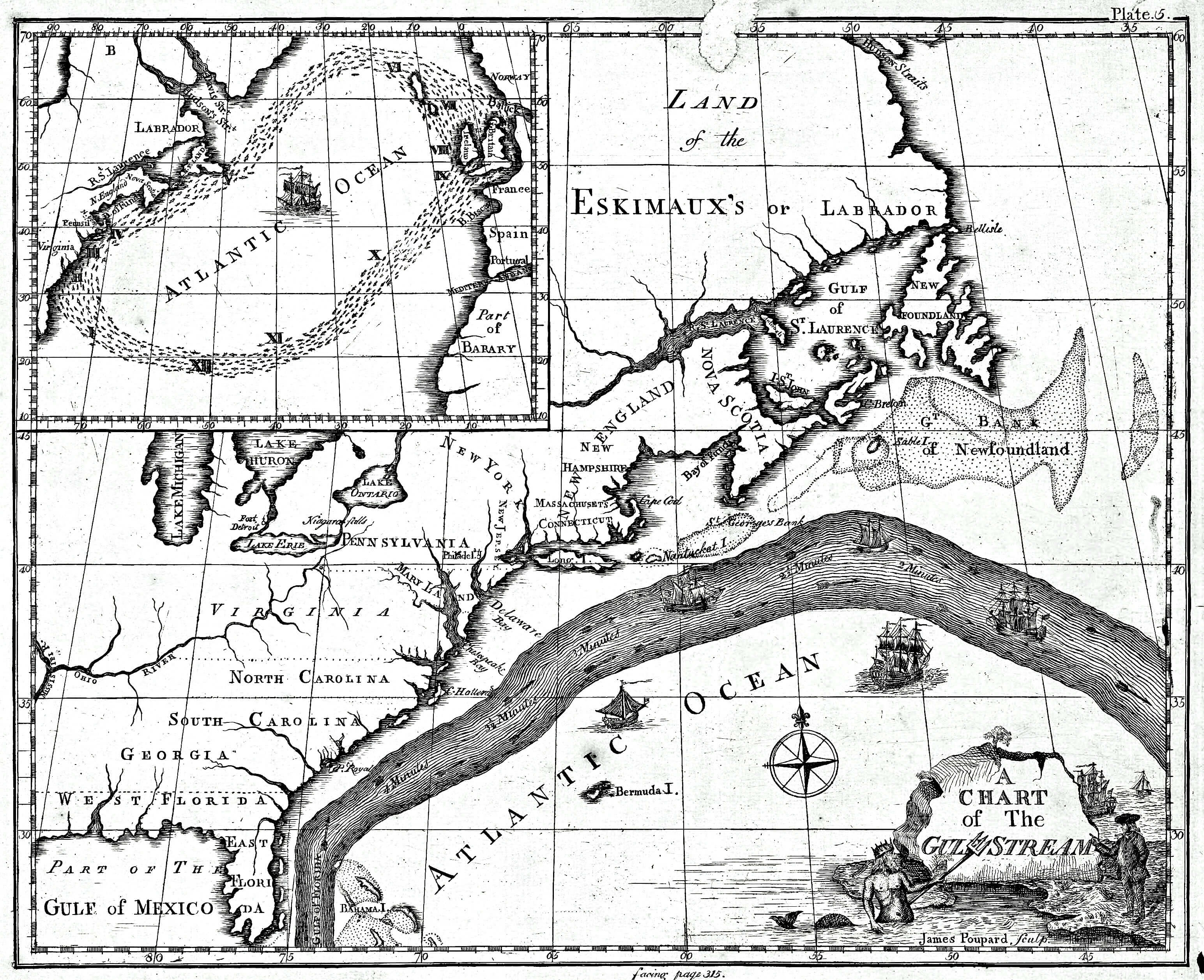
Carte du Gulf Stream par Benjamin Franklin

À cause des vents persistants d'ouest en est côté pôle au-delà de la limite des tropiques située dans les océans Atlantique et Pacifique, les courants océaniques sont entraînés de manière similaire dans les deux hémisphères. Les courants dans l'hémisphère nord sont plus faibles que ceux de l'hémisphère sud à cause des différences de force entre les vents d'ouest de chaque hémisphère. Le processus d'intensification à l'ouest fait que les courants à l'extrémité occidentale d'un bassin océanique sont plus forts que ceux de l'extrémité orientale d'un océan. Ces courants océaniques d'ouest transportent les eaux chaudes des tropiques vers les régions polaires. Les navires traversant les deux océans ont tiré parti des courants océaniques depuis des siècles.
Le courant circumpolaire antarctique (abrégé en ACC en anglais), ou Grande dérive d'Ouest, est un courant océanique qui circule de l'ouest vers l'est autour de l'Antarctique. L'ACC est le courant dominant de l'océan austral et, avec un débit de 125 Sverdrups, le plus grand courant océanique. Dans l'hémisphère nord, le Gulf Stream, faisant partie du gyre subtropical de l'Atlantique nord, a conduit au développement de forts cyclones de tous genres à la base des vents d'ouest, à la fois dans l'atmosphère et dans l'océan. Le Kuroshio (mot japonais pour "courant noir") est un fort courant de la limite ouest du Pacifique nord, similaire au Gulf Stream, qui a aussi contribué à l'intensité des tempêtes océaniques dans cette région.

## Cyclones extratropicaux

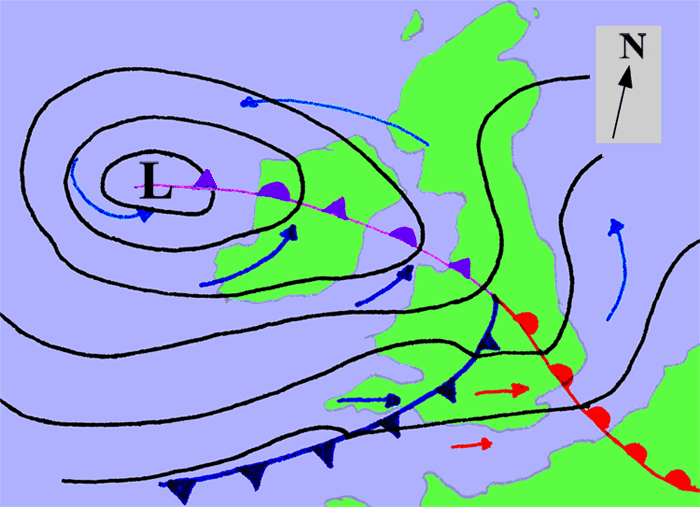
Une carte synoptique fictive d'un cyclone extra-tropical affectant le Royaume-Uni et l'Irlande. Les flèches bleues entre les isobares indiquent la direction du vent, tandis que le symbole «L» représente le centre de la «dépression». Notez les limites des fronts occlus, froids et chauds.

Un cyclone extratropical est un système météorologique synoptique de basses pressions qui n'a ni les caractéristiques tropicales, ni les caractéristiques polaires, étant connecté avec des fronts et des gradients de température et de point de rosée horizontaux, également connus comme "zones baroclines".
Le descripteur "extratropical" se rapporte au fait que ce type de cyclone apparaît en général en dehors des tropiques, aux latitudes moyennes de la planète, là où les vents d'ouest orientent le régime des vents généralement d'ouest en est. Ces systèmes peuvent aussi être décrits comme des "cyclones de latitude moyenne" en raison de leur aire de formation, ou "cyclones post-tropicaux", là où une transition extra-tropicale a eu lieu, et ils sont souvent qualifiés de "dépressions" par les présentateurs météo et le grand public. Ce sont les phénomènes quotidiens qui accompagnent les anticyclones et orientent la météorologie sur la plus grande partie de la Terre.
Bien que les cyclones extratropicaux soient presque toujours classés baroclines car ils sont accompagnés de zones de gradients de températures et de points de rosée, ils peuvent parfois devenir barotropiques à la fin de leur cycle de vie quand la distribution de température autour du cyclone devient quasi-uniforme le long du rayon qui part du centre de la dépression. Un cyclone extra-tropical peut se transformer en tempête subtropicale, et de là en cyclone tropical, s'il reste au-dessus d'eaux chaudes et développe une convection centrale, qui réchauffe son cœur et fait s'estomper les gradients de température et de point de rosée près de leurs centres.

## Interaction avec les cyclones tropicaux

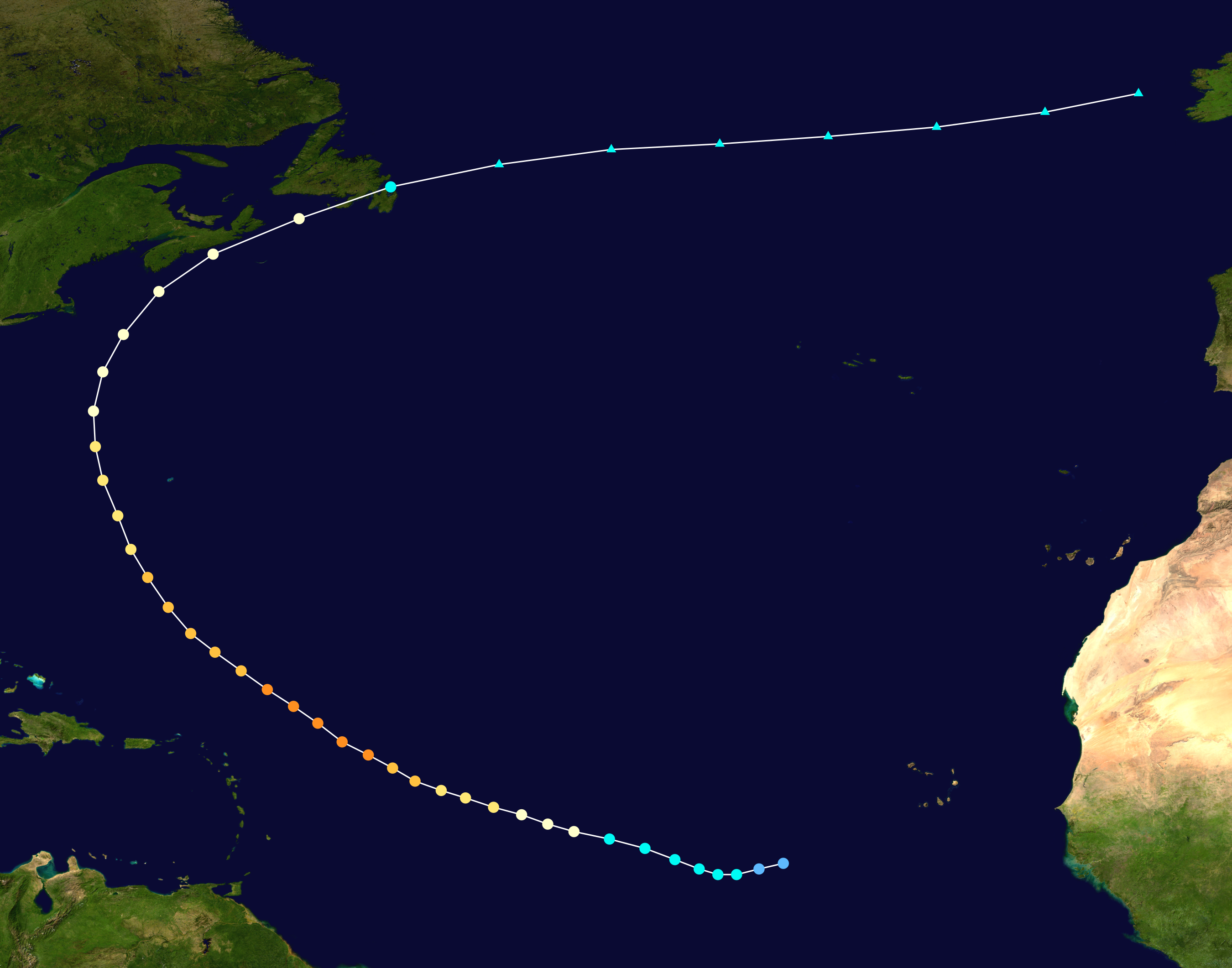
Trajectoire de l'ouragan Bill (2009), montrant un recourbement classique au large des côtes américaines.

Quand un cyclone tropical franchit l'axe de la crête subtropicale, normalement via une rupture dans la zone de hautes pressions causée par un système traversant les vents d'ouest, sa trajectoire générale autour de la zone de haute pression est significativement déviée par des vents qui dirigent la zone de dépression vers le nord. Quand la trajectoire du cyclone devient fortement orientée vers le pôle, avec une composante d'Est, le cyclone est devenu dévié, en pénétrant dans les vents d'ouest. Un typhon qui se déplace dans l'océan Pacifique vers l'Asie, par exemple, obliquera vers le nord au large du Japon, puis vers le nord-est, si le typhon rencontre des vents de sud-ouest (soufflant vers le nord-est) autour du système de basse pression passant au-dessus de la Chine ou de la Sibérie. De nombreux cyclones tropicaux sont finalement poussés de cette manière vers le nord-est par des cyclones extra-tropicaux, qui se déplacent d'ouest en est jusqu'au nord de la limite subtropicale. Un exemple de cyclone tropical en courbe est l'ouragan Ioke en 2006, qui prit une trajectoire similaire.